# Heterospathe arfakiana
Heterospathe arfakiana là loài thực vật có hoa thuộc họ Arecaceae. Loài này được (Becc.) H.E.Moore mô tả khoa học đầu tiên năm 1970.